# 1. Fußball-Club Lokomotive Leipzig
L'1. Fußball-Club Lokomotive Leipzig és un club de futbol alemany de la ciutat de Leipzig, Saxònia.

## Història
El club nasqué el 26 de maig de 1896 com a secció de futbol del club gimnàstic Allgemeiner Turnverein 1845 Leipzig. El club, però, reclama com la seva data de fundació el 1893, data de naixement de l'Sport Club Sportbrüder Leipzig, club que el 1898 s'incorporà al VfB Leipzig. La unió durà fins al 2 de maig de 1900, quan els dos clubs se separaren.
El VfB Leipzig fou un dels clubs fundadors de la DFB (Deutscher Fussball Bund) el 1900 i el primer campió nacional el 1903.
Acabada la Segona Guerra Mundial el club fou desfet i reconstruït de nou el 1946 com a SG Probstheida. Posteriorment s'anomenà BSG Erich Zeigner Probstheida, BSG Einheit Ost i es fusionà amb el SC Rotation Leipzig el 1954. L'any 1963 els dos club més importants de la ciutat, SC Rotation i SC Lokomotive Leipzig, es fusionaren i formaren dos nous clubs anomenats SC Leipzig i BSG Chemie Leipzig. Després de la reorganització del futbol de la RDA el 1965, l'SC Leipzig es transformà en 1. FC Lokomotive Leipzig.
L'any 1991 el club recuperà el seu antic nom VfB Leipzig amb un intent de recuperar els vells èxits. El club però entrà en fallida i es dissolgué el 2004. Aquest any el club es refundà amb el nom de 1. FC Lokomotive Leipzig.

## Palmarès
- Lliga alemanya de futbol:  1903, 1904 (finalista, no es disputà la final), 1906, 1913
- Copa alemanya de futbol: 1936
- Copa de la RDA de futbol: 1976, 1981, 1986, 1987
- Copa Intertoto: 1966
- Sachsenpokal: 1996